# برامسرا (أملش الجنوبي)
برامسرا (بالفارسية: پرامسرا) هي قرية تقع في إيران في غيلان.